# 張裕 (後漢)
張 裕（ちょう ゆう、生没年不詳）は、中国後漢末期の学者・政治家。字は南和。益州蜀郡の人。『三国志』「蜀志」に記述がある。

## 事跡
図讖の術に長けており、才能では周羣を上回っていた。ある時、当時は無名だった鄧芝の人相を見て「70歳を過ぎて大将軍となり侯に封ぜられる」と予言したという。歳月は流れ、鄧芝は予言通りに70歳を越える高齢で車騎将軍となった。
劉璋に仕えていた時、劉璋の従事として劉備との会談に同席した。劉備は張裕の髭が豊かであったのを見てからかった。それに対し、張裕は髭のない劉備にあてつける形で「潞涿君」（ひげの薄い人物の意）と言い返した。これにより、劉備は張裕に恨みを覚えることとなった。
劉備が益州を占領すると、その家臣になった。漢中を占領しようとする劉備に対し、敗北を予言した。しかし、劉備は曹操軍を撤退させ漢中を手に入れたので、張裕の予言は外れたのだと理解した。
建安の末に、張裕はある人に漢朝の滅亡と劉備の死を予言した。その人が密かに訴え出ると、劉備は以前からの不遜な態度もあったため激怒し、漢中についての発言の誤りを明らかにさせ張裕を処刑しようとした。諸葛亮は張裕の助命を嘆願したが、劉備は「美しい蘭でも門に咲いていれば刈り取らなければならない」と言い、結局張裕は処刑された。
後に、張裕の予言した通り魏が成立して漢は滅び、劉備も病死した。